# Tartarus Scopulus
Il Tartarus Scopulus è una struttura geologica della superficie di Marte.